# Německé volby do spolkového sněmu 1998
Německé federální volby 1998 se konaly 27. září 1998 a stávající koalice CDU/CSU a FDP odstoupila. Novým kancléřem se stal Gerhard Schröder, jenž vytvořil koaliční vládu SPD a Spojenectví 90/Zelení.

## Volební výsledky
|  | Politická strana                    | Počet hlasů | Procenta (změna) | Procenta (změna) | Mandáty (změna) | Mandáty (změna) | Mandáty v % |
|  | ----------------------------------- | ----------- | ---------------- | ---------------- | --------------- | --------------- | ----------- |
|  | Sociálnědemokratická strana Německa | 20 181 269  | 40,9%            | ▲ +4,5%          | 295             | ▲ +43           | 44,5%       |
|  | Křesťanskodemokratická unie         | 14 004 908  | 28,4%            | ▼ -5,8%          | 198             | ▼ -46           | 29,6%       |
|  | Křesťansko-sociální unie Bavorska   | 3 324 480   | 6,8%             | ▼ -0,6%          | 47              | ▼ -3            | 7,0%        |
|  | Spojenectví 90/Zelení               | 3 301 624   | 6,7%             | ▼ -1,1%          | 47              | ▼ -2            | 7,0%        |
|  | Svobodná demokratická strana        | 3 080 955   | 6,2%             | ▼ -0,2%          | 43              | ▼ -4            | 6,4%        |
|  | Strana demokratického socialismu    | 2 515 454   | 5,1%             | ▲ +0,7%          | 36              | ▲ +6            | 5,4%        |
|  | Republikáni                         | 906 383     | 1,83%            | -                | -               | -               | -           |
|  | DVU                                 | 601 192     | 1,21%            | -                | -               | -               | -           |
|  | Pro DM                              | 430 099     | 0,87%            | -                | -               | -               | -           |
|  | Die Grauen                          | 152 557     | 0,30%            | -                | -               | -               | -           |
|  | Strana ochrana zvířat               | 133 832     | 0,27%            | -                | -               | -               | -           |
|  | Národnědemokratická strana Německa  | 126 571     | 0,25%            | -                | -               | -               | -           |
|  | Svaz svobodných občanů              | 121 196     | 0,24%            | -                | -               | -               | -           |